# Trophée Jean-Ferrand
Le trophée Jean-Ferrand récompense le meilleur gardien de but de la saison de hockey sur glace de la division élite en France, actuellement la Ligue Magnus.
Le trophée porte ce nom en l'honneur de Jean Ferrand, ancien gardien et dirigeant de hockey sur glace français.
Il a été décerné pour la première fois à l'issue de la saison 1977-1978.
Deux gardiens ont obtenu cette récompense cinq fois : Petri Ylönen (deux fois avec Briançon et trois fois avec Rouen) et Fabrice Lhenry (une fois avec Chamonix et quatre fois avec Mulhouse).

## Palmarès
| Saison    | Joueur                              | Nationalité(s) | Club              |
| --------- | ----------------------------------- | -------------- | ----------------- |
| 1977-1978 | Bernard Cal                         |                | Gap               |
| 1978-1979 | Bernard Deschamps                   |                | Chamonix          |
| 1979-1980 | Bernard Deschamps (2)               |                | Chamonix          |
| 1980-1981 | Bernard Deschamps (3)               |                | Chamonix          |
| 1981-1982 | Daniel Maric                        |                | Grenoble          |
| 1982-1983 | Charles Thillien                    |                | Tours             |
| 1983-1984 | Patrick Foliot                      |                | Megève            |
| 1984-1985 | Frédéric Malletroit                 |                | Amiens            |
| 1985-1986 | Frédéric Malletroit (2)             |                | Amiens            |
| 1986-1987 | Patrick Foliot (2)                  |                | Mont-Blanc        |
| 1987-1988 | Petri Ylönen                        |                | Briançon          |
| 1988-1989 | Petri Ylönen (2)                    |                | Briançon          |
| 1989-1990 | Jean-Marc Djian                     |                | Grenoble          |
| 1990-1991 | Jean-Marc Djian (2) Corrado Micalef |                | Grenoble Briançon |
| 1991-1992 | Petri Ylönen (3)                    |                | Rouen             |
| 1992-1993 | Petri Ylönen (4)                    |                | Rouen             |
| 1993-1994 | Petri Ylönen (5)                    |                | Rouen             |
| 1994-1995 | Antoine Mindjimba                   |                | Amiens            |
| 1995-1996 | Fabrice Lhenry                      |                | Chamonix          |
| 1996-1997 | Cristobal Huet                      |                | Grenoble          |
| 1997-1998 | Cristobal Huet (2)                  |                | Grenoble          |
| 1998-1999 | Mika Pietilä                        |                | Reims             |
| 1999-2000 | Mika Pietilä (2)                    |                | Reims             |
| 2000-2001 | Phil Groeneveld                     |                | Rouen             |
| 2001-2002 | Fabrice Lhenry (2)                  |                | Mulhouse          |
| 2002-2003 | Fabrice Lhenry (3)                  |                | Mulhouse          |
| 2003-2004 | Fabrice Lhenry (4)                  |                | Mulhouse          |
| 2004-2005 | Fabrice Lhenry (5)                  |                | Mulhouse          |
| 2005-2006 | Ramón Sopko                         |                | Rouen             |
| 2006-2007 | Eddy Ferhi                          |                | Grenoble          |
| 2007-2008 | Eddy Ferhi (2)                      |                | Grenoble          |
| 2008-2009 | Tommi Satosaari                     |                | Briançon          |
| 2009-2010 | Ramón Sopko (2)                     |                | Briançon          |
| 2010-2011 | Ronan Quemener Billy Thompson       |                | Gap Amiens        |
| 2011-2012 | Florian Hardy                       |                | Chamonix          |
| 2012-2013 | Florian Hardy (2)                   |                | Angers            |
| 2013-2014 | Jeff Lerg                           |                | Villard-de-Lans   |
| 2014-2015 | Jean-Sébastien Aubin                |                | Angers            |
| 2015-2016 | Andrej Hočevar                      |                | Épinal            |
| 2016-2017 | Matija Pintarič                     |                | Lyon              |
| 2017-2018 | Henri-Corentin Buysse               |                | Amiens            |
| 2018-2019 | Matija Pintarič (2)                 |                | Rouen             |
| 2019-2020 | Matija Pintarič (3)                 |                | Rouen             |
| 2020-2021 | Quentin Papillon                    |                | Mulhouse          |
| 2021-2022 | Matija Pintarič (4)                 |                | Rouen             |
| 2022-2023 | Julian Junca                        |                | Gap               |
| 2023-2024 | Marek Čiliak                        |                | Marseille         |
| 2024-2025 | Quentin Papillon (2)                |                | Bordeaux          |

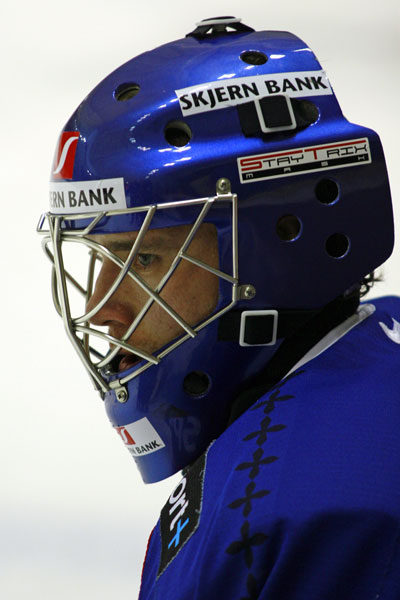
Fabrice Lhenry
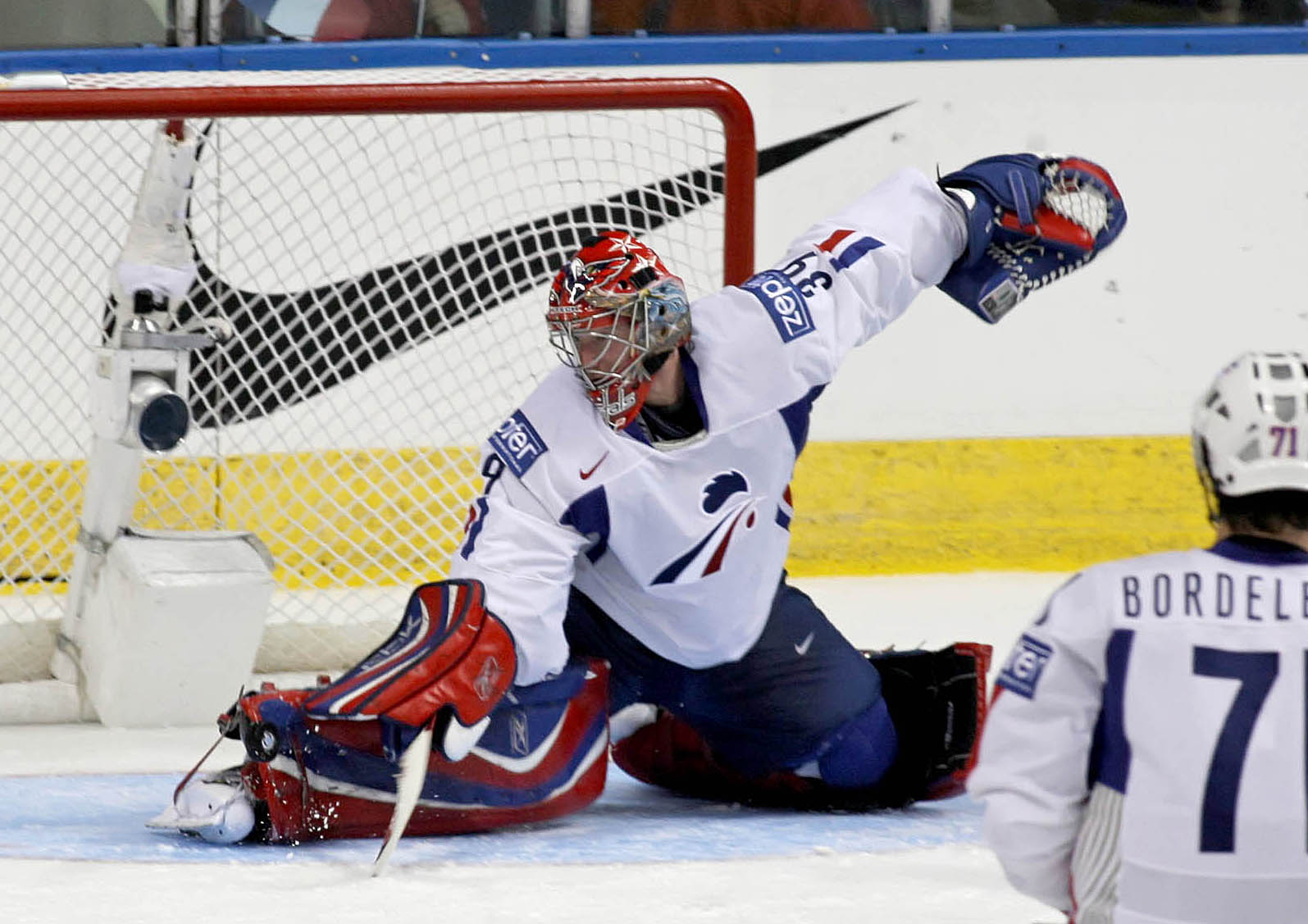
Cristobal Huet
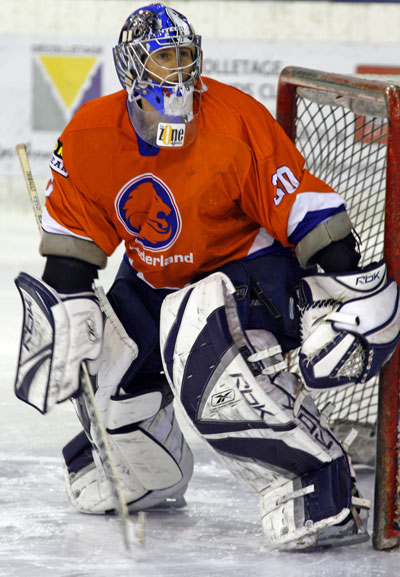
Phil Groeneveld
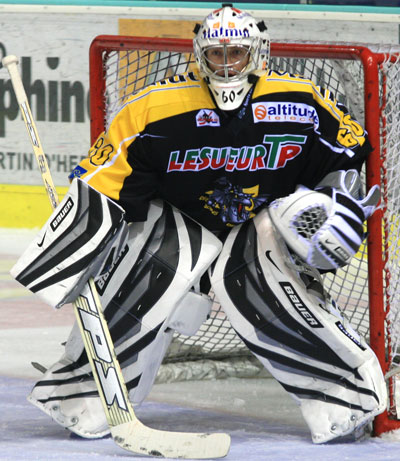
Ramón Sopko
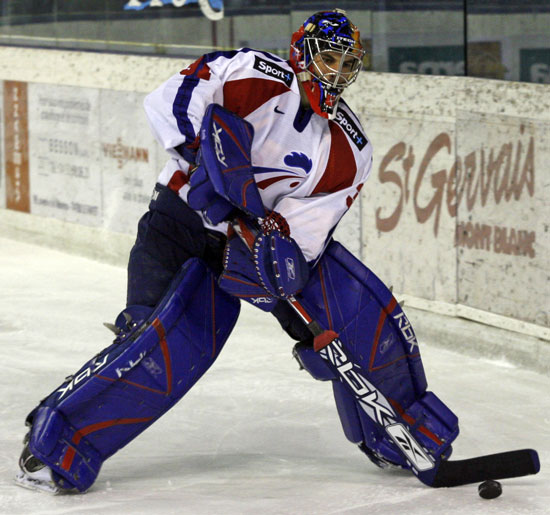
Eddy Ferhi
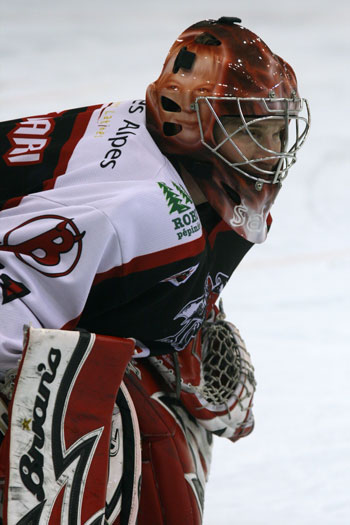
Tommi Satosaari
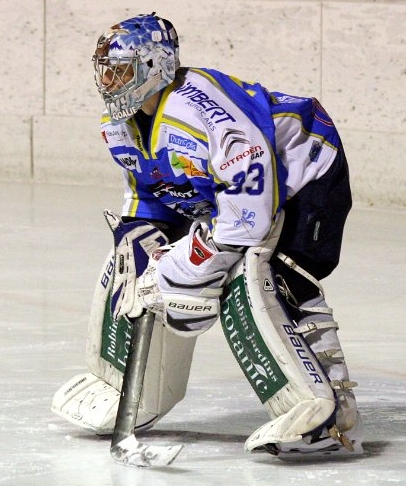
Ronan Quemener
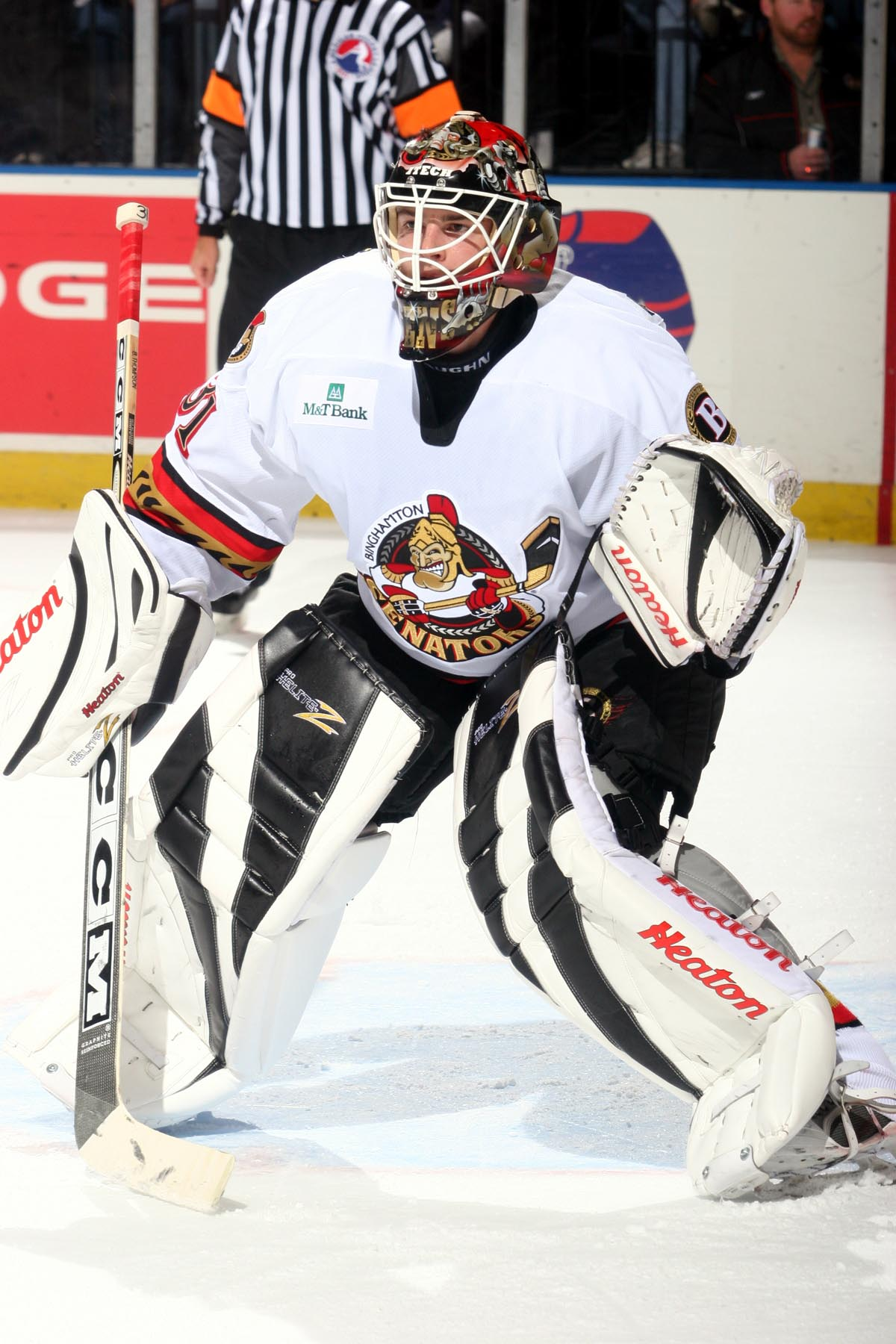
Billy Thompson
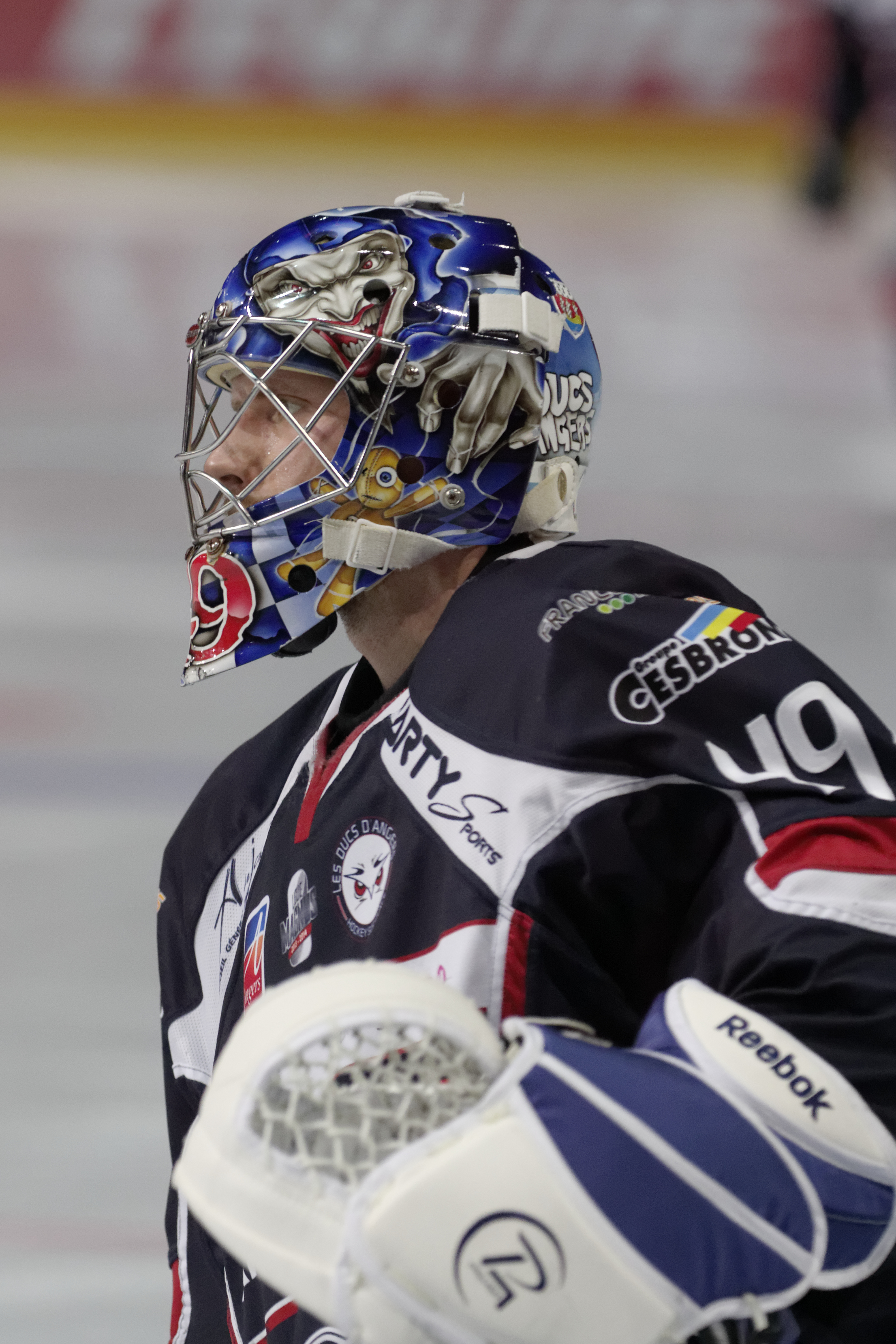
Florian Hardy
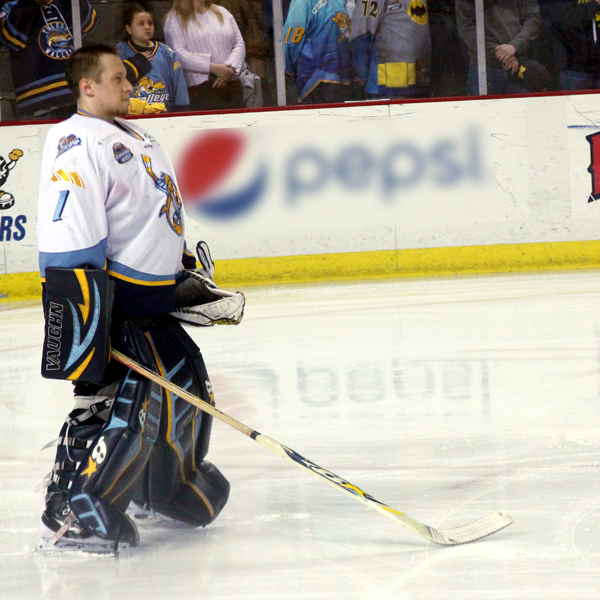
Jeff Lerg
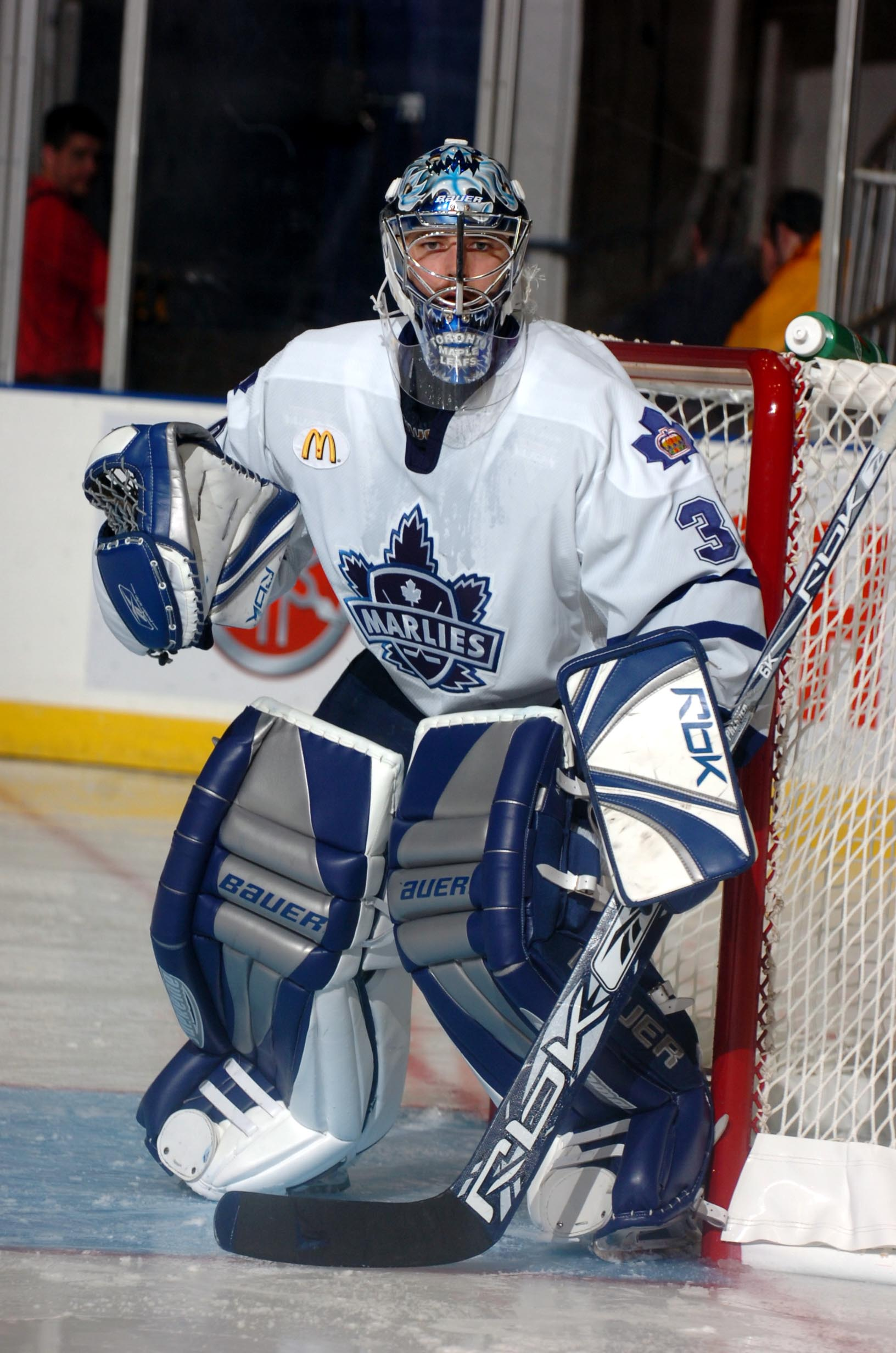
Jean-Sébastien Aubin
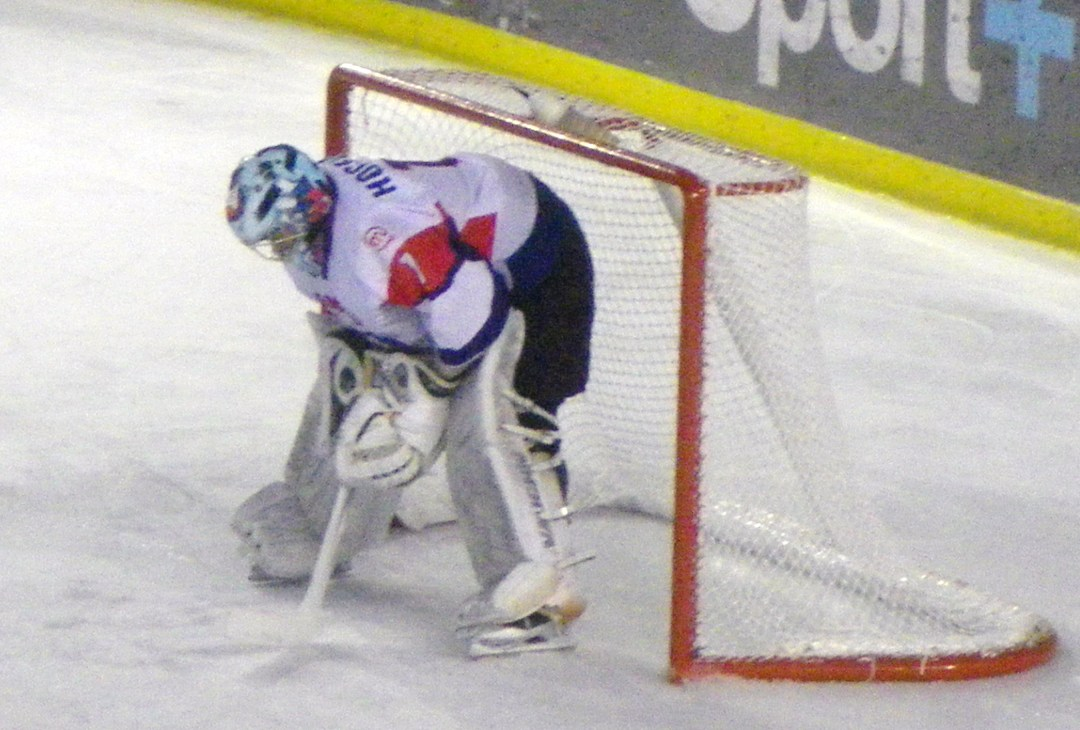
Andrej Hočevar
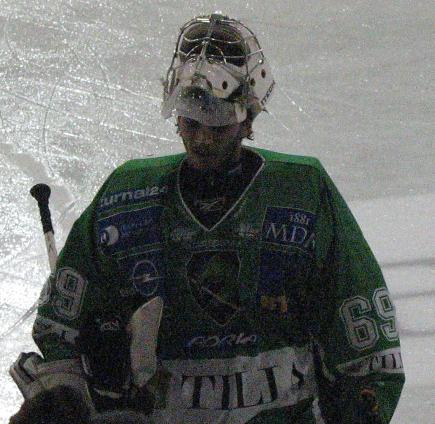
Matija Pintarič
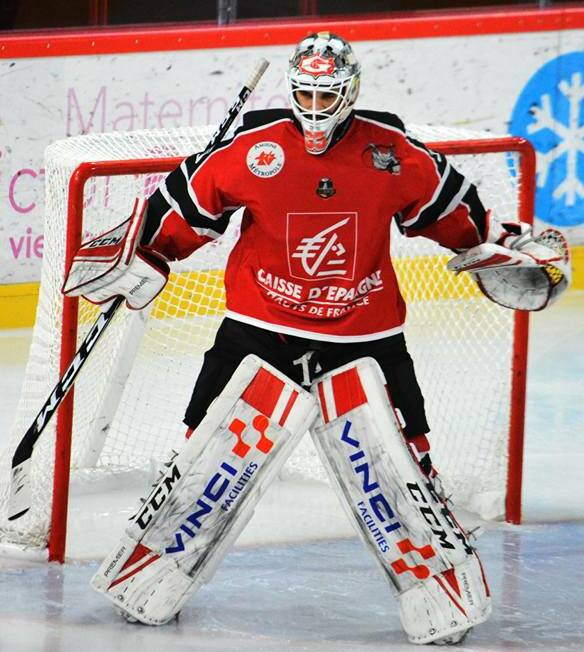
Henri-Corentin Buysse
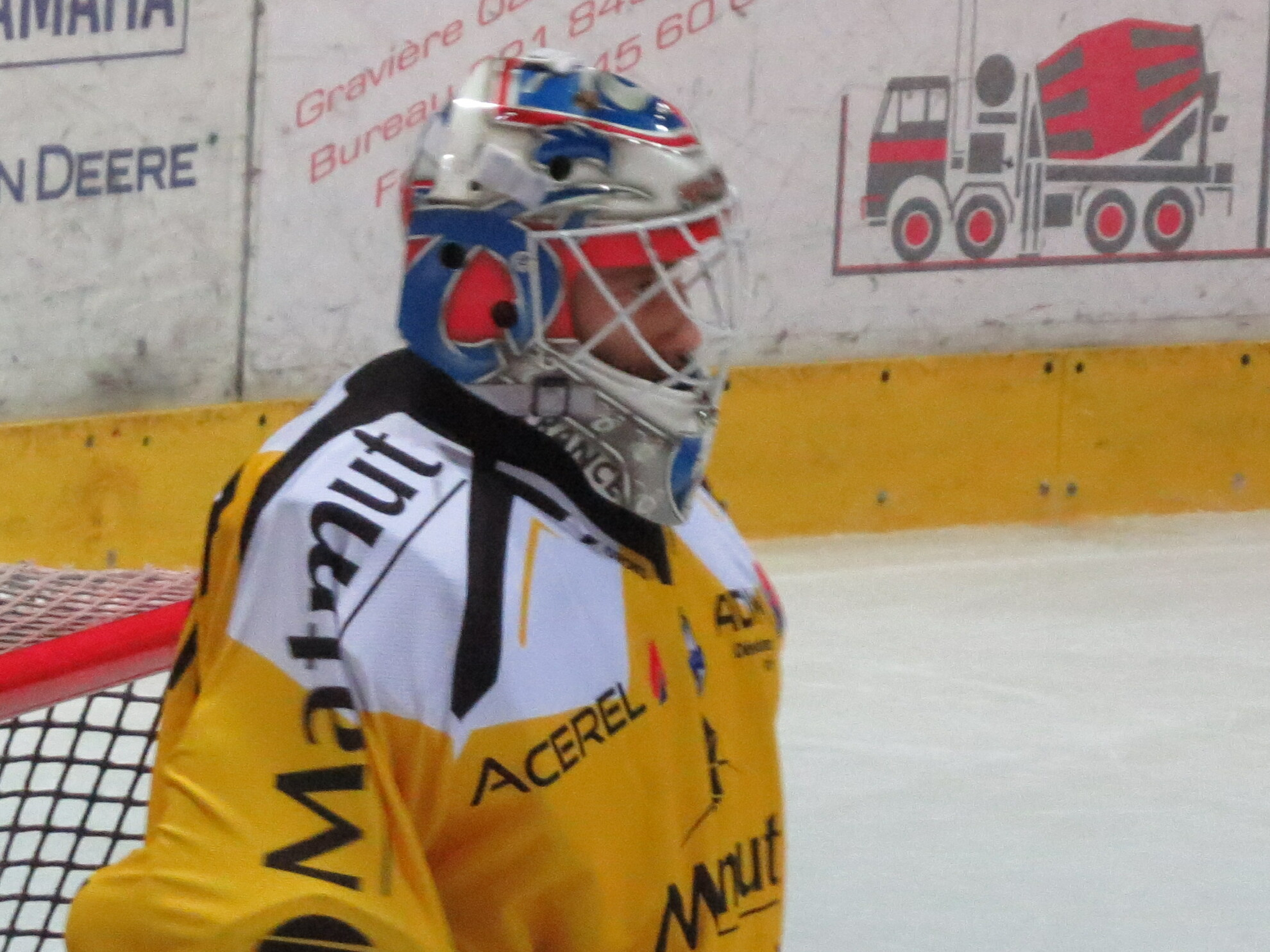
Quentin Papillon
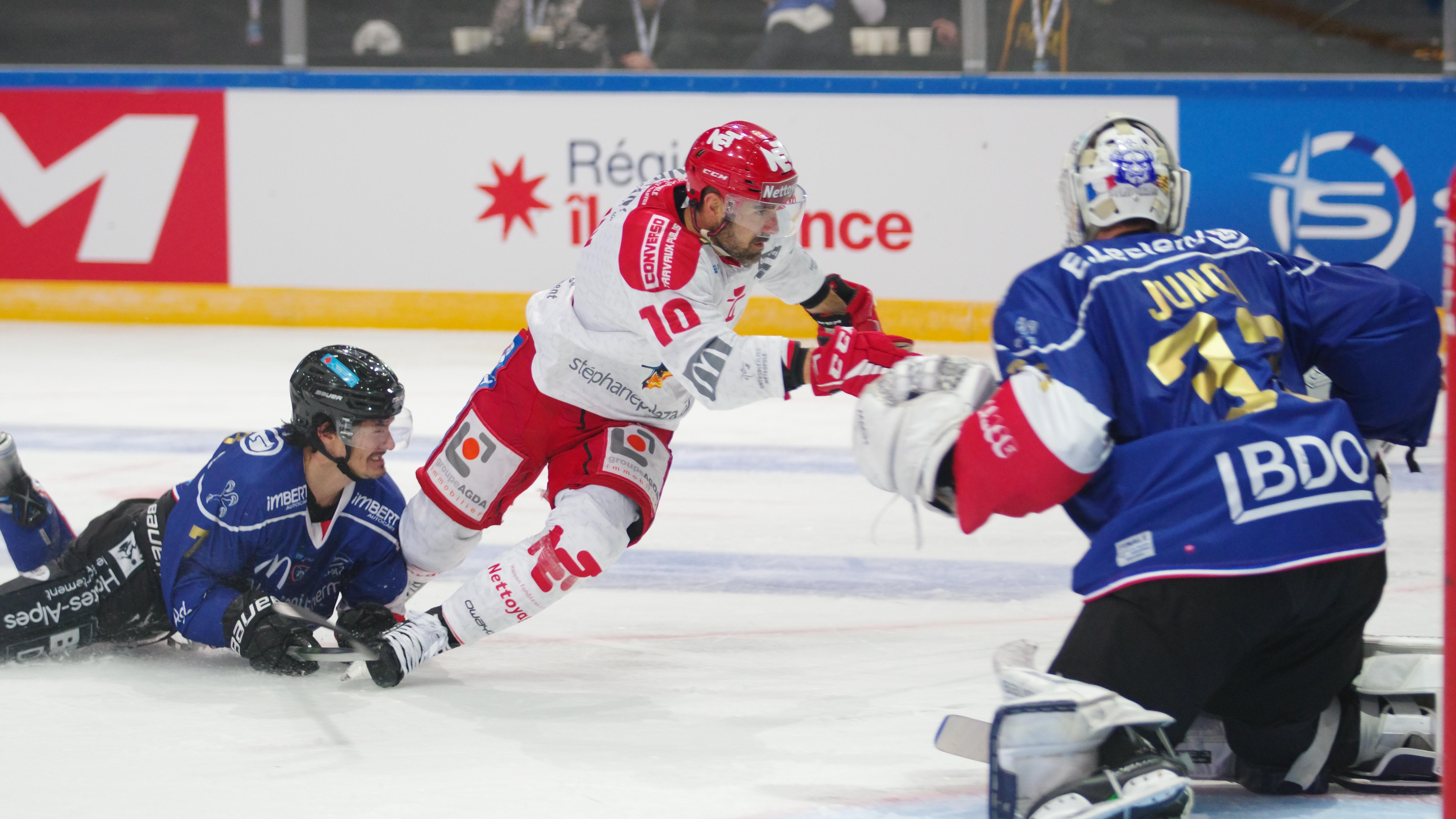
Julian Junca
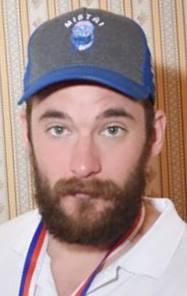
Marek Čiliak